# Nový Salaš
Nový Salaš – wieś (obec) na Słowacji położona w kraju koszyckim, w powiecie Koszyce-okolice. Pierwsze wzmianki o miejscowości pochodzą z roku 1553. 
Według danych z dnia 31 grudnia 2012, wieś zamieszkiwało 205 osób, w tym 110 kobiet i 95 mężczyzn.
W 2001 roku pod względem narodowości i przynależności etnicznej 99,51% mieszkańców stanowili Słowacy.
Ze względu na wyznawaną religię struktura mieszkańców kształtowała się w 2001 roku następująco:
- Katolicy rzymscy – 96,06%
- Grekokatolicy – 2,96%
- Ateiści – 0,49%